# Positivt polariseret enkeltstrenget RNA-virus
En positivt polariseret enkeltstrenget RNA-virus (eller (+)ssRNA-virus) er en virus, der anvender positiv sense enkeltstrenget RNA som sit genetiske materiale. Enkeltstrengede RNA-vira klassificeres som positive eller negative afhængig af RNA'ens sense (polaritet). Positivt polariserede virale RNA-genomer kan fungere som mRNA og kan translateres til protein i værtscellen. Positivt polariserede ssRNA-vira tilhører Gruppe IV i Baltimore-klassifikationen. Positivt polariserede RNA-vira står for en stor andel af kendte vira, heriblandt mange patogener såsom hepatitis C-virus, Vestnil-virus, denguevirus og coronavira SARS-CoV, MERS-CoV og SARS-CoV-2 såvel som mindre klinisk alvorlige patogener såsom de rhinovira der giver forkølelse.